# Rudolph Suhrlandt
Rudolph Friedrich Carl Suhrlandt (né le 19 décembre 1781 à Ludwigslust, mort le 2 février 1862 à Schwerin) est un peintre allemand.

## Biographie
Rudolph Suhrlandt est le fils du peintre de cour du Mecklembourg Johann Heinrich Suhrlandt (de) (1742-1827) et de son épouse Christina Luisa (1753-1793). Naissance de Schmidt. La mère biologique meurt tôt et sa belle-mère Elisabeth Marie Kramel (1748-1827), une fille de prédicateur strictement religieux, essaie d'élever les enfants. Il a une éducation scolaire à la Rektor-Schule de Ludwigslust, où l'enseignement est inadéquat et les châtiments corporels font partie de la vie quotidienne, comme le rappellera plus tard l'artiste.
Le jeune Suhrlandt commence sa formation artistique sous la direction de son père et à partir de 1799 il va à l'École supérieure des beaux-arts de Dresde sur la recommandation de Christian Daniel Rauch et a une bourse princière. Il a pour professeurs Johann Eleazar Schenau, Jakob Crescenz Seydelmann (de), Johann David Schubert et Josef Grassi.
En 1803, il séjourne à Vienne pour poursuivre ses études à l'académie auprès de Heinrich Friedrich Füger et Hubert Maurer. Il découvre les écrits de Johann Joachim Winckelmann sur les statues antiques, fait la connaissance d'Antonio Canova et se tourne vers une compréhension classique de l'art. Il remporte le concours de dessin de l'Académie à deux reprises. Avec de nombreux portraits d'aristocrates russes et polonais vivant à Vienne, il se fait un nom en tant que portraitiste.
En 1808, Suhrlandt se rend à Rome, où il devient membre de la guilde de Saint-Luc. Pendant ce temps, il se lie d'amitié avec certains Romains allemands, notamment avec Johann Christian Reinhart, Bertel Thorvaldsen. Max Jordan acquiert 103 de ses dessins de portrait de cette période en 1880 pour le Kupferstichkabinett Berlin. En 1812, il se rend à Naples, où il reste jusqu'en 1815.
En 1816, Suhrlandt retourne au Mecklembourg. Le grand-duc Frédéric-François l'embauche comme peintre de la cour et le 5 septembre 1817, il est le premier artiste du Mecklembourg à recevoir le titre de professeur. Il jouit d'une position privilégiée à la cour, de sorte que, comme stipulé dans un contrat de travail, il peut entreprendre des voyages éducatifs tous les six ans pendant 6 à 8 mois : en 1828 à Stockholm, en 1830 à Saint-Pétersbourg, en 1832 à Londres et en 1834 aux Pays-Bas.
De 1822 à 1824, 1827, 1830, 1832, 1836 et 1844, il séjourne également à Brême. Il crée grand nombre de dessins et de portraits à l'huile : Heinrich Olbers, Georg Treviranus (de), Gesche Gottfried, Jacob Ephraim Polzin (en), Ludwig von Kapff (de)…
Famille
En 1824, Suhrlandt épouse la lithographe Wilhelmine Skoglund (de) (1803–1863), originaire de Ludwigslust. Le mariage donne naissance à quatre enfants, un fils et trois filles. La fille aînée Franziska et son mari meurent jeunes dans un naufrage sur le lac Michigan en Amérique du Nord. Ils laissent une fille qui est élevée par les grands-parents du Mecklembourg. Le fils Carl August (de), né en 1828, est doué artistiquement comme son père et devient peintre d'histoire. Les filles Pauline Alexandrine (de) et Hélène héritent du talent artistique et se consacrent à la peinture de portrait.
Suhrlandt et sa famille vivent dans une maison spacieuse sur Ludwigsluster Kanalstrasse, commandé en 1818 au nom du Grand-Duc à l'architecte de cour Johann Georg Barca (de). Après sa retraite le 21 décembre 1849 à l'âge de 68 ans, il s'installe à Schwerin.